# Wolfgang Bulfon
Wolfgang Bulfon este un om politic austriac membru al Parlamentului European în perioada 2004-2009 din partea Austriei. (SPÖ)
1. ↑  CONOR.SI[*] Verificați valoarea |titlelink= (ajutor)
2. ↑  Deputații în Parlamentul European